# Personaggi di The Umbrella Academy
Questa è la lista dei personaggi della serie a fumetti, e della sua trasposizione televisiva, The Umbrella Academy.

## Personaggi principali

### Umbrella Academy
- Legenda:      Cast principale;      Ruolo ricorrente;      Guest star;      Non appare.

| Attore             | Personaggio             | Personaggio             | Personaggio             | Stagione 1 | Stagione 2 | Stagione 3 | Stagione 4 |
| ------------------ | ----------------------- | ----------------------- | ----------------------- | ---------- | ---------- | ---------- | ---------- |
| Colm Feore         | Sir Reginald Hargreeves | Sir Reginald Hargreeves | Sir Reginald Hargreeves |            |            |            |            |
| Attore             | Numero                  | Personaggio             | AKA                     | Stagione 1 | Stagione 2 | Stagione 3 | Stagione 4 |
| Tom Hopper         | 1                       | Luther Hargreeves       | Space Boy               |            |            |            |            |
| David Castañeda    | 2                       | Diego Hargreeves        | Kraken                  |            |            |            |            |
| Emmy Raver-Lampman | 3                       | Allison Hargreeves      | Voce                    |            |            |            |            |
| Robert Sheehan     | 4                       | Klaus Hargreeves        | Medium                  |            |            |            |            |
| Aidan Gallagher    | 5                       | Numero Cinque           | Il Ragazzo              |            |            |            |            |
| Justin H. Min      | 6                       | Ben Hargreeves          | Horror                  |            |            |            |            |
| Elliot Page        | 7                       | Vanya/Viktor Hargreeves | Violino Bianco          |            |            |            |            |

### Altri della Umbrella Academy
| Attore      | Personaggio | Personaggio | Personaggio | Stagione 1 | Stagione 2 | Stagione 3 | Stagione 4 |
| ----------- | ----------- | ----------- | ----------- | ---------- | ---------- | ---------- | ---------- |
| Adam Godley | Pogo        | Pogo        | Pogo        |            |            |            |            |

- Sir Reginald Hargreeves (stagioni 1-4), interpretato da Colm Feore, doppiato da Luca Biagini: l'eccentrico miliardario che ha adottato i sette bambini. Ha viaggiato per adottare sette dei quarantatré bambini nati il 1º ottobre 1989, e li ha addestrati per combattere il crimine. È odiato dai figli per il suo essere distaccato, distante ed emotivamente violento nei confronti dei suoi "figli", trattandoli più come cavie da laboratorio che come esseri umani. Non ha mai dato loro nomi reali, riferendosi a loro solo come numeri che ha assegnato in base a quanto li vedeva utili, tanto da non chiamarli mai per nome ma per numero. L'unico che sembrava volergli bene era Luther, fino a che non scopre che la missione da lui affidata sulla Luna era inutile mentre , nonostante sapesse fin da subito dei poteri di Vanya, l'ha sempre tenuta da parte per impedirle di usare il suo potere catastrofico. Questi suoi comportamenti sono la causa principale del carattere dei suoi figli e della loro disfunzionalità come famiglia. Muore all’inizio della serie, e la sua morte sarà l’inizio di una serie di eventi che porteranno i figli a confrontarsi e riunirsi per evitare la fine del mondo. Come poi si scopre alla fine della prima stagione si era suicidato in modo che i figli si radunassero e prevenissero la fine del mondo. I figli lo reincontreranno nel passato, quando ancora non aveva fondato l'accademia e aveva iniziato i suoi esperimenti su Pogo. Alla fine della seconda stagione si scoprirà essere un alieno. Negli anni 60 aveva una relazione con una sua collega, Grace, le cui sembianze saranno riprese da Reginald per creare un automa con lo stesso nome.
- Luther Hargreeves (stagioni 1-4), interpretato da Tom Hopper, doppiato da Gianfranco Miranda:  un astronauta dotato di super forza, Luther ha vissuto sulla Luna per quattro anni. È stato l'unico dei fratelli che non ha lasciato la squadra e durante una missione è rimasto gravemente ferito. Per salvargli la vita, Reginald gli ha iniettato un siero che ha trasformato la parte superiore del corpo in quella di un gorilla. Disperato dopo essere finito nel 1961, entra a far parte di un giro mafioso diventando il picchiatore di punta del gangster Jack Ruby. Incontra Vanya e in seguito si riunisce prima a Diego e Cinque poi agli altri. È profondamente cambiato in questa stagione, ma non i suoi sentimenti per Allison.
- Diego Hargreeves (stagioni 1-4), interpretato da David Castañeda, doppiato da Maurizio Merluzzo: Diego collabora con la polizia aiutando la detective Eudora Patch, di cui è innamorato. È un vigilante all'apparenza burbero e rude, ma in realtà nasconde un lato tenero. Riesce a curvare la traiettoria degli oggetti che lancia, principalmente dei coltelli, facendoli arrivare dove vuole. Arrivato nel settembre del 1963, finisce in un manicomio perché considerato pazzo, visto che vuole salvare il presidente Kennedy. Rimane in manicomio per circa un mese fino all'arrivo di Cinque che lo lascia lì visto che vuole salvare, a tutti i costi, il presidente così da compromettere la linea spazio-tempo modificando il futuro. Si innamorerà di Lila, una giovane donna ricoverata in manicomio che si scoprirà in seguito essere figlia dell'Handler. Nella seconda stagione sarà inoltre in grado di deviare i proiettili.
- Allison Hargreeves (stagioni 1-4), interpretata da Emmy Raver-Lampman, doppiata da Eva Padoan: dopo lo scioglimento dell'Umbrella Academy, Allison ha intrapreso la carriera di attrice, diventando famosa per un film in cui interpretava un'avvocato. Si è sposata con Patrick e ha avuto una figlia, Claire, ma dopo il divorzio il marito ha ottenuto la totale custodia della bambina poiché Allison usava i suoi poteri sulla piccola. È da sempre innamorata di Luther e riesce a far fare quello che vuole alle persone dicendo loro la frase "Ho sentito delle voci...". Trasportata da Cinque nel 1961, Allison diventa promotrice dei diritti civili per i cittadini neri. Durante le riunioni conoscerà Raymond, che diventerà suo marito. È molto legata a Vanya e si sente colpevole per come la ragazza ha trascorso l’infanzia.
- Klaus Hargreeves (stagioni 1-4), interpretato da Robert Sheehan, doppiato da Massimo Triggiani: Klaus ha la capacità di evocare gli spiriti e comunicare con i morti, ma solamente se è sobrio. Per questo motivo è costantemente accompagnato da Ben, deceduto da ragazzo. Il terrore causato da questa capacità l'ha portato alla tossicodipendenza, perché per sviluppare i suoi poteri, Reginald Hargreeves lo chiudeva dentro a un mausoleo, dove Klaus era tormentato da molti spiriti. Dopo essere scappato con la valigetta di Hazel e Cha-Cha, finisce nella guerra del Vietnam, dove conosce Dave e i due si innamorano, ma Dave muore sul campo. Tornato nel presente, Klaus rimane segnato, ma con l'aiuto di Ben e Diego riesce a non ricadere nella dipendenza. È il primo ad arrivare negli anni sessanta, infatti arriva nel 1960 e in tre anni crea una setta in suo onore, riportando citazioni riferite alla cultura pop come suo verbo. Ritrova il suo amato Dave, ma non riuscirà a dissuaderlo dall'andare in Vietnam. Acquista maggior conoscenza del suo potere, infatti "utilizza" i defunti per aiutarlo durante alcuni scontri e Ben riesce a entrare nel suo corpo prendendone il controllo.
- Cinque Hargreeves (stagioni 1-4), interpretato da Aidan Gallagher, doppiato da Lorenzo Crisci: Cinque è un ragazzo con la capacità di saltare attraverso lo spazio e il tempo. È il più sveglio fra i fratelli e per questo spesso arrogante. Dopo aver viaggiato nel futuro, è finito in un mondo post-apocalittico e non è stato più in grado di tornare indietro. È sopravvissuto da solo per decenni, con l'unica compagnia di Delores, un manichino, prima di essere reclutato nella Commissione, un'agenzia che teneva sotto controllo il continuum temporale e le figure che lo avrebbero minacciato. Alla fine li ha traditi per tornare nella sua epoca, ed è perciò braccato dai suoi ex-datori di lavoro. Quando ritorna nel presente, nonostante Vanya sia cresciuta e lui apparentemente no, continua a dare prova della forte amicizia che li legava da bambini. Arriva il 25 Novembre 1963 durante una guerra atomica tra URSS e USA dove i suoi fratelli stanno combattendo. Viene salvato dalla catastrofe da Hazel anziano il quale lo trasporta 10 giorni prima del fatto così da salvare il mondo dall'apocalisse. Riunisce i suoi fratelli e cerca disperatamente di contattare Reginald Hargreeves per un aiuto. Nella seconda stagione inoltre intercetta se stesso nel tentativo di tornare al presente, i due Cinque tentano di uccidersi a vicenda ma la versione più giovane riesce alla fine a tornare nel 2019 come in origine, anche se con un’equazione modificata.
- Ben Hargreeves (stagioni 2-4, ricorrente stagione 1), interpretato da Justin H. Min, doppiato da Alessio Puccio: Ben è un ragazzo che possiede mostri di altre dimensioni sotto la sua pelle. Tecnicamente è deceduto, ma appare regolarmente a Klaus e lo aiuta occasionalmente. Con il migliorare dei suoi poteri, Klaus riesce a evocare il suo spirito facendolo interagire con il mondo esterno, riuscendo a fargli salvare la vita di Diego e a uccidere dei soldati della Commissione. Seguirà Klaus nel 1960 e rimarrà con lui per i successivi tre anni. Durante la seconda stagione riuscirà a possedere il corpo di Klaus, riuscendo così a sentire delle sensazioni e interagire nel mondo dei vivi dopo 17 anni. Scomparirà alla fine della stagione, a causa della forza distruttiva di Vanya, facendo tornare alla ragione quest'ultima, ed evitando l'esplosione alla sede dell'FBI. Quando i protagonisti tornano al presente trovano un'altra versione di Ben ad attenderli all'Umbrella Academy, tramutatosi in Sparrow Academy.
- Vanya/Viktor Hargreeves (stagioni 1-4), interpretato da Elliot Page,[1] doppiato da Alessia Amendola (st. 1-2) e da Francesco Ferri (st. 3-4): apparentemente normale, Vanya in realtà è dotata di poteri che si manifestano sotto forma di potenti onde distruttive. A causa dell'instabilità di questo potere è sempre stata messa da parte da tutta la sua famiglia adottiva, tranne che da Cinque, a cui Vanya era molto legata. Il suo potere è distruttivo e perciò Reginald Hargreeves lo sigilla con l'inconsapevole complicità del potere di Allison, che le fa credere di essere normale. Nel presente Vanya è diventata una talentuosa violinista e ha scritto un libro che racconta della sua vita, Extra-ordinary: My life as Number Seven. Inizia una relazione con Leonard Peabody, il cui vero nome era Harold Jenkins ma nascondeva a Vanya la sua identità avendo dei pericolosi precedenti sulla fedina penale, che la spronerà a scoprire e utilizzare i suoi poteri. Nella seconda stagione viene catapultata a Dallas nell'ottobre del 1963, ma perde la memoria. Viene accolta in una fattoria di contadini e inizia una relazione con Sissy. Viene trovata da Luther, ma è solo grazie a Cinque che si riunisce alla famiglia. In questa stagione acquista un maggior controllo del suo potere. Nel tentativo di salvare Harlan, il figlio di Sissy, dall’annegamento, gli trasmette inavvertitamente i suoi poteri.
- Pogo (stagioni 1-2, guest 3), interpretato da Adam Godley, doppiato da Oliviero Dinelli: uno scimpanzé parlante e assistente personale di Reginald. È da sempre a conoscenza dei poteri di Vanya e di tutti i segreti che Reginald ha nascosto ai ragazzi e perciò viene ucciso da Vanya stessa in un impeto di rabbia. Viene istruito e allevato da Reginald Hargreeves e la sua compagna, Grace.

### Sparrow Academy
Alla fine della seconda stagione, la Umbrella Academy si ritrova in una linea temporale nella quale compare la Sparrow Academy, un'accademia di 7 ragazzi, tra cui Ben, che abita la loro vecchia casa, sempre sotto la guida di Sir Reginald.
- Legenda:      Cast principale;      Ruolo ricorrente;      Guest star;      Non appare.

| Attore            | Numero | Personaggio           | Personaggio           | Stagione 1 | Stagione 2 | Stagione 3 | Stagione 4 |
| ----------------- | ------ | --------------------- | --------------------- | ---------- | ---------- | ---------- | ---------- |
| Justin Cromwell   | 1      | Marcus Hargreeves     | Marcus Hargreeves     |            |            |            |            |
| Justin H. Min     | 2      | Ben Hargreeves        | Ben Hargreeves        |            |            |            |            |
| Britne Oldford    | 3      | Fei Hargreeves        | Fei Hargreeves        |            |            |            |            |
| Jake Epstein      | 4      | Alphonso Hargreeves   | Alphonso Hargreeves   |            |            |            |            |
| Genesis Rodriguez | 5      | Sloane Hargreeves     | Sloane Hargreeves     |            |            |            |            |
| Cazzie Davis      | 6      | Jaime Hargreeves      | Jaime Hargreeves      |            |            |            |            |
| -                 | 7      | Cristopher Hargreeves | Cristopher Hargreeves |            |            |            |            |

- Marcus Hargreeves (stagione 3), interpretato da Justin Cromwell, doppiato da Manuel Meli: Marcus è il numero uno della Sparrow Academy, ha una forza e velocità sbalorditiva. Nel corso della terza stagione si ritrova oggetto di ricerche da parte della sua famiglia in quanto scompare. I fratelli accusano gli Umbrella della sua scomparsa, quando in realtà muore dopo essere stato inghiottito dal Kugelblitz nella cantina dell'Accademia.
- Fei Hargreeves (stagione 3), interpretata da Britne Oldford, doppiata da Veronica Puccio: Fei è un membro della Sparrow Academy. La sua abilità è quella di generare dei corvi che inseguono l'avversario e lo mettono in difficoltà. Inoltre è non vedente, difatti tiene degli occhiali protettivi scuri sul volto, per cui i corvi fungono da "occhi sostitutivi". Viene uccisa e polverizzata da un'onda energetica generata dal Kugelblitz.
- Alphonso Hargreeves (stagione 3), interpretato da Jake Epstein, doppiato da Davide Perino:  Alphonso è un personaggio con la faccia deformata. La sua abilità è quella di essere un contrattacco, ossia di assorbire i danni inflittigli e riportarli sull'avversario. Viene ucciso da Harlan nella hall dell'Hotel Obsidian
- Sloane Hargreeves (stagione 3), interpretata da Genesis Rodriguez, doppiata da Ludovica Bebi: Sloane può manipolare la gravità. Durante la terza stagione, si innamora di Luther, tuttavia creando problemi essendo le due famiglie in contrasto l'una con l'altra. Nella terza stagione incontra Luther, e i due si innamorano e si sposano.
- Jaime Hargreeves (stagione 3), interpretata da Cazzie Davis, doppiata da Martina Felli: Jaime ha la capacità di sputare veleno allucinogeno dalla sua bocca, che rende inabili al combattimento gli avversari. Viene ucciso insieme ad Alphonso da Harlan nella hall dell'Hotel Obsidian.
- Cristopher Hargreeves (stagione 3): Cristopher è un cubo che si esprime a versi metallici, e ha capacità di telecinesi.

### Altri personaggi principali
- Legenda:      Cast principale;      Ruolo ricorrente;      Guest star;      Non appare.

| Attore          | Personaggio                    | Stagione 1 | Stagione 2 | Stagione 3 | Stagione 4 |
| --------------- | ------------------------------ | ---------- | ---------- | ---------- | ---------- |
| Mary J. Blige   | Cha-Cha                        |            |            |            |            |
| Cameron Britton | Hazel                          |            |            |            |            |
| John Magaro     | Leonard Peabody/Harold Jenkins |            |            |            |            |
| Ritu Arya       | Lila Pitts                     |            |            |            |            |
| Kate Walsh      | The Handler                    |            |            |            |            |
| Marin Ireland   | Sissy Cooper                   |            |            |            |            |
| Yusuf Gatewood  | Raymond Chestnut               |            |            |            |            |

- Cha-Cha (stagione 1), interpretata da Mary J. Blige, doppiata da Alessandra Cassioli: killer della Commissione che lavora in coppia con Hazel. Arriva nel tempo attuale a caccia di Cinque, che li ha traditi e lasciati in passato. Cerca di uccidere prima Hazel e poi Agnes, per vendicarsi del suo compagno, ma viene fermata dall'Handler. Muore nell’Apocalisse del 2019.
- Hazel (stagione 1, guest 2), interpretato da Cameron Britton, doppiato da Francesco Sechi: killer della Commissione che lavora in coppia con Cha-Cha. Disilluso dal suo lavoro, si innamora della proprietaria di un negozio di ciambelle, Agnes, e decide di disertare per scappare con lei, non prima di aver cercato di uccidere Cha-Cha e aver fatto ammenda a casa degli Hargreeves. Ricompare all'inizio della seconda stagione, ormai invecchiato e con una delle valigette per i viaggi temporali,appositamente per salvare Cinque. Rivela di aver vissuto felice per vent'anni con Agnes, fino alla morte naturale della donna, e di essere tornato per sdebitarsi. Viene però ucciso dagli svedesi, ma senza avere rimpianti.
- Leonard Peabody / Harold Jenkins (stagione 1), interpretato da John Magaro, doppiato da Federico Viola: l'interesse amoroso di Vanya. Da bambino era un ammiratore della Umbrella Academy e aveva implorato Reginald di potersi unire a loro, dato che era nato lo stesso giorno in seguito a una normale gravidanza, ma era stato umiliato da Reginald stesso. Scopre, leggendo il diario di Reginald, del potere di Vanya e si inserisce nella sua vita con lo scopo di scatenarlo. Dopo essere stato smascherato, Vanya lo uccide.
- Lila Pitts (stagioni 2-4), interpretata da Ritu Arya, doppiata da Domitilla D'Amico: interesse amoroso di Diego e figlia adottiva dell'Handler. I suoi veri genitori furono uccisi dalla versione anziana di Cinque, per ordine dell'Handler. Nel finale della seconda stagione, si scopre essere una dei 43 bambini nati nel 1989, che ha l'abilità di replicare i loro poteri. Alla fine scappa in un'altra linea temporale con una valigetta della Commissione.
- The Handler (stagione 2, ricorrente stagione 1), interpretata da Kate Walsh, doppiata da Laura Boccanera:  The Handler è una donna che lavora per la Commissione ed è a capo di Hazel, Cha-Cha e, per un breve periodo, di Cinque. Riesce a viaggiare nello spazio grazie alle valigette che fornisce la commissione e colleziona armi usate nelle guerre. Alleva Lila come sua figlia ma nella seconda stagione si scopre che è stata lei a dare l’ordine di uccidere i suoi genitori per poter controllare i suoi poteri.
- Raymond Chestnut (stagione 2, guest 3), interpretato da Yusuf Gatewood, doppiato da Nanni Baldini: il nuovo marito di Allison nel 1963, un attivista per i diritti civili.
- Sissy Cooper (stagione 2, guest 3), interpretata da Marin Ireland, doppiata da Tatiana Dessi:  amica di Vanya nel 1963 e successivamente suo interesse amoroso.

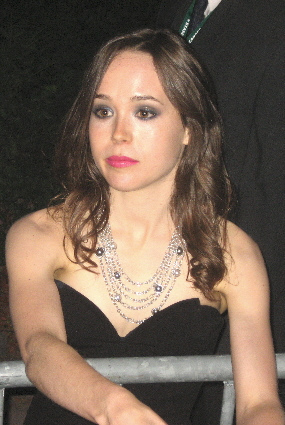
Elliot Page[1] interpreta Vanya/Viktor Hargreeves
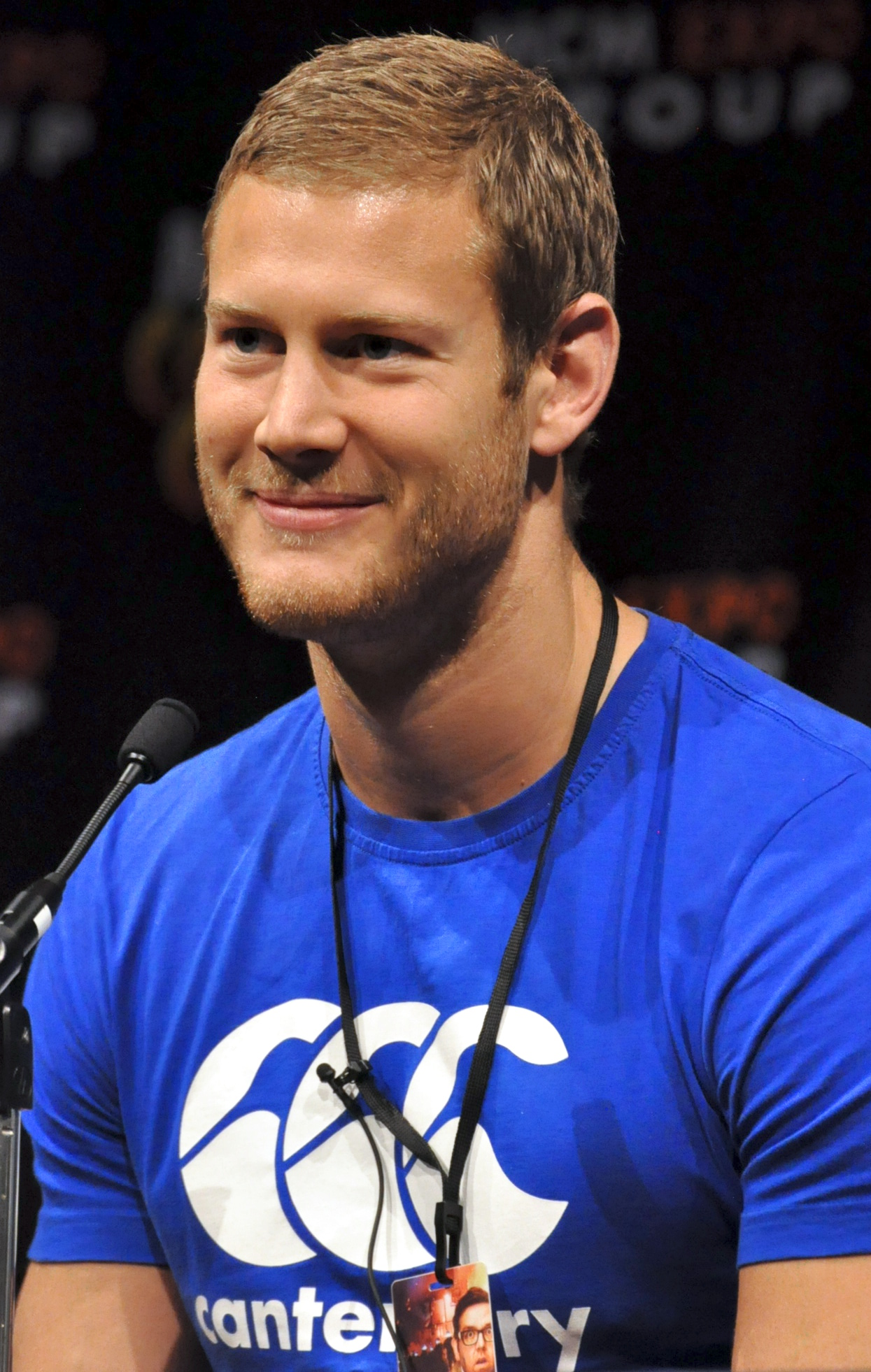
Tom Hopper interpreta Luther Hargreeves
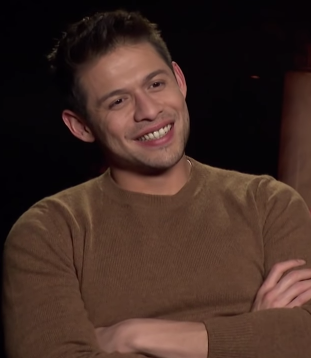
David Castañeda interpreta Diego Hargreeves
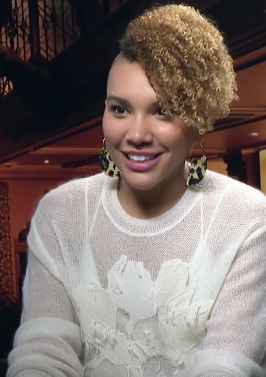
Emmy Raver-Lampman interpreta Allison Hargreeves
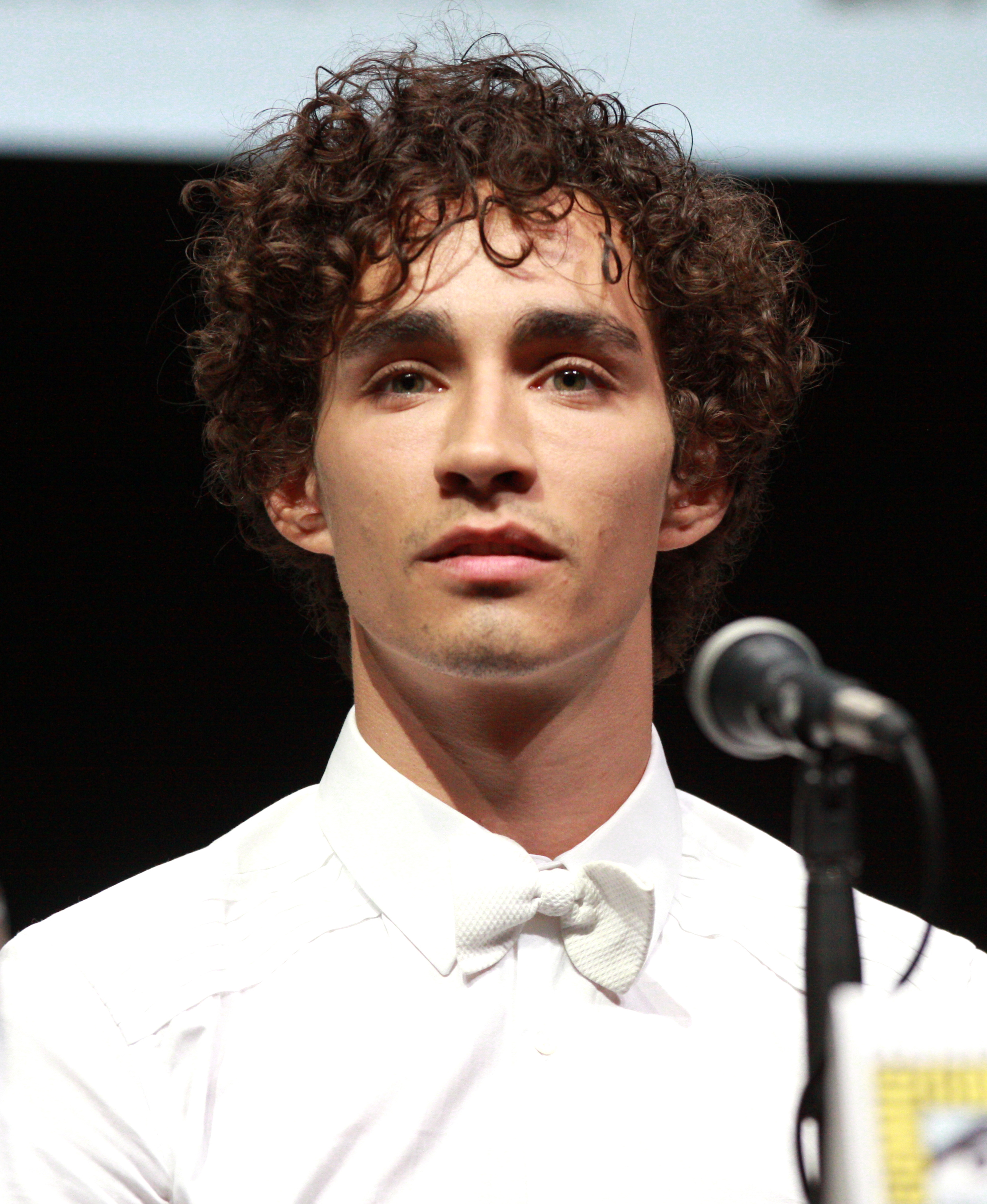
Robert Sheehan interpreta Klaus Hargreeves
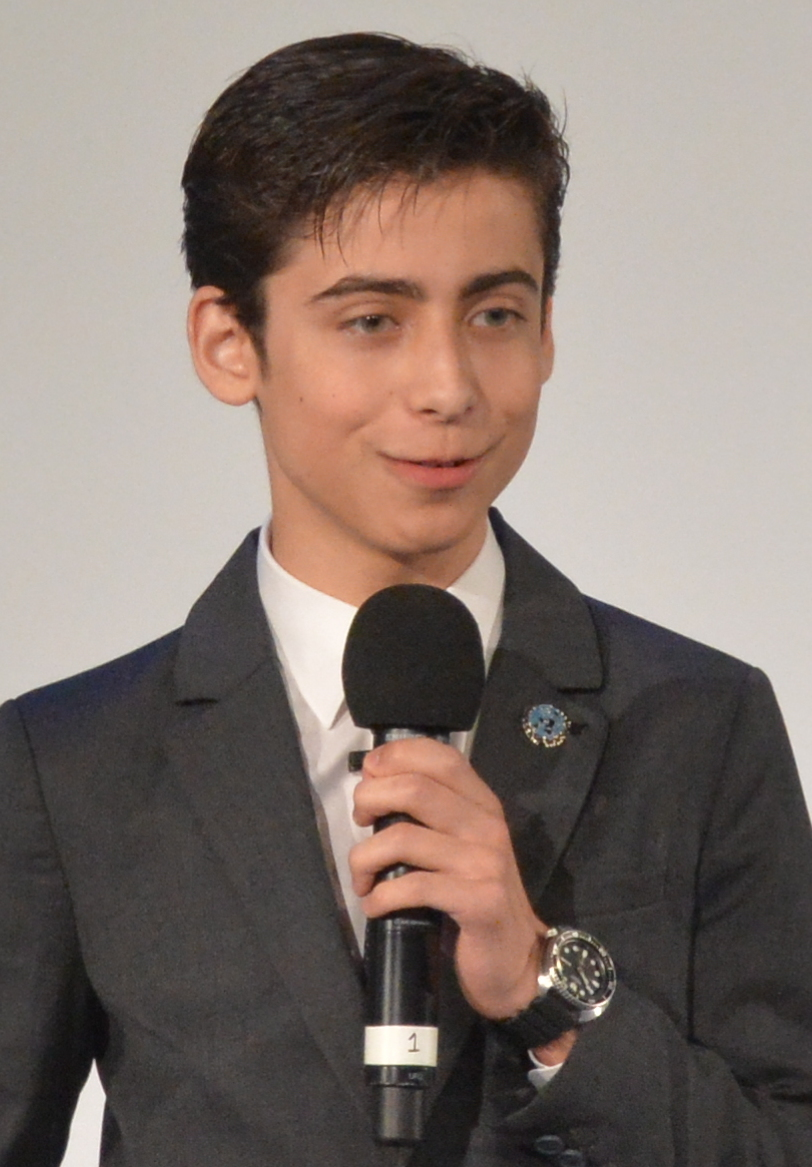
Aidan Gallagher interpreta Numero Cinque
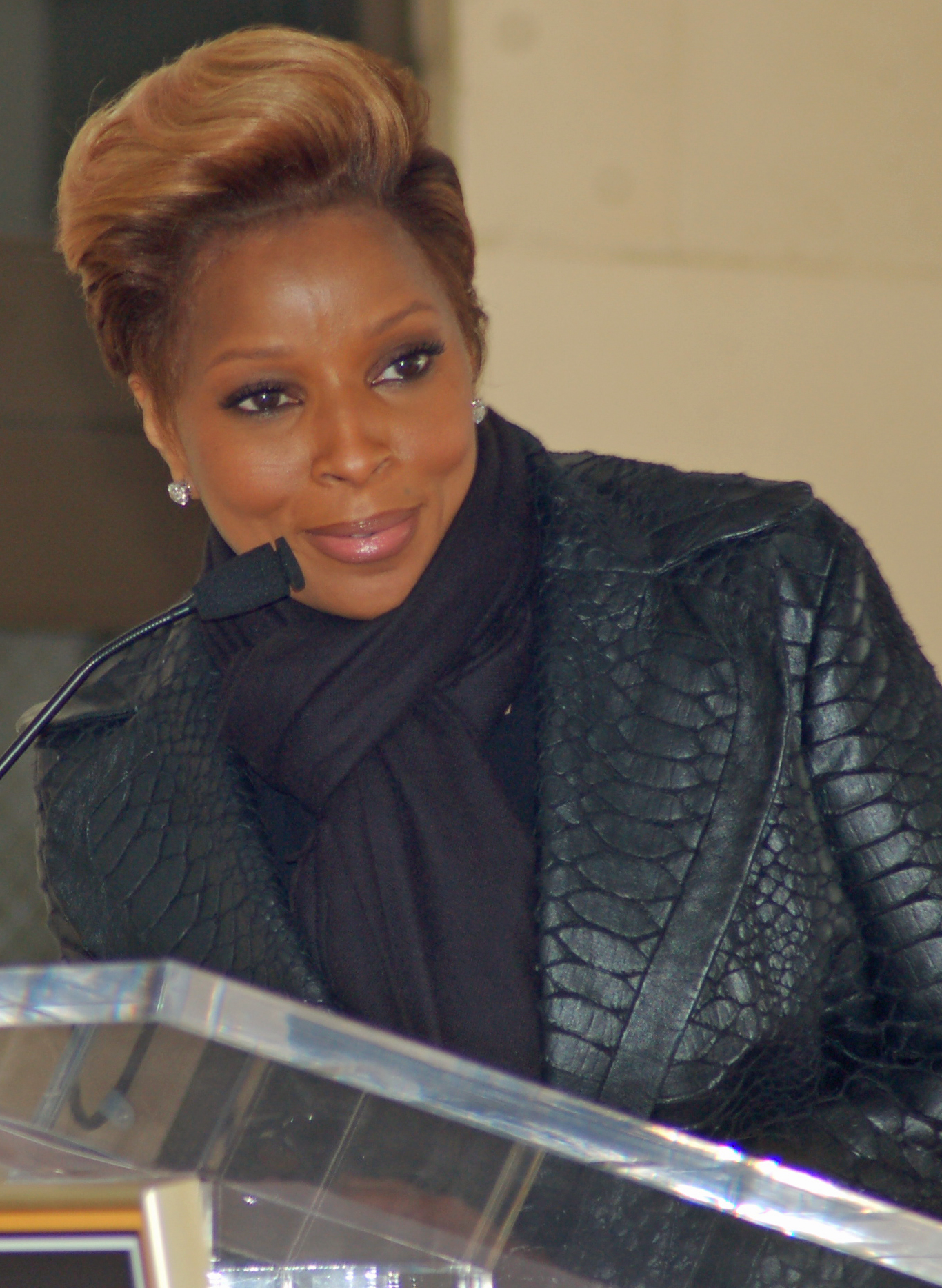
Mary J. Blige interpreta Cha-Cha
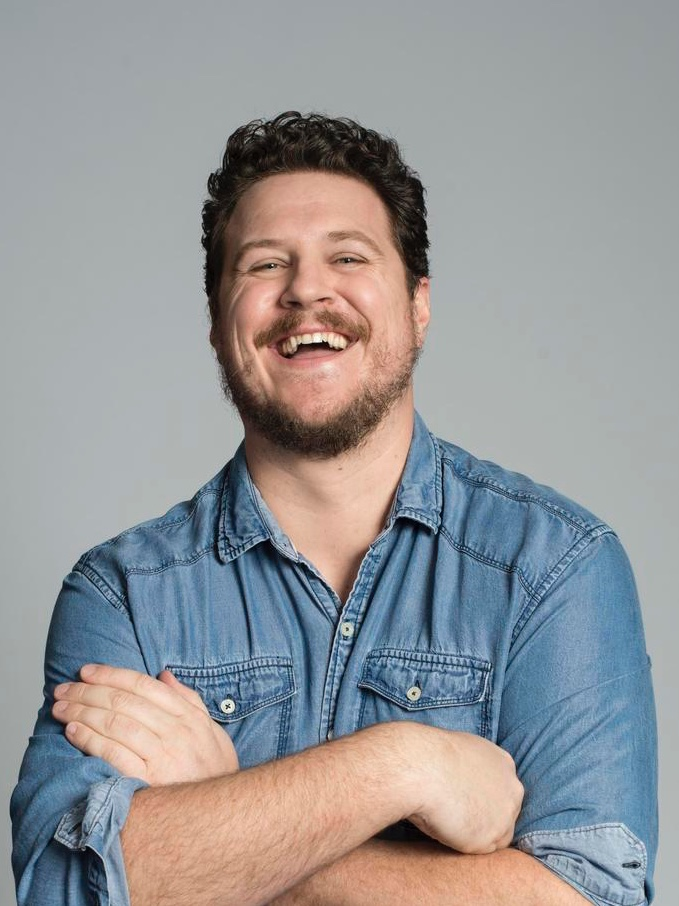
Cameron Britton interpreta Hazel
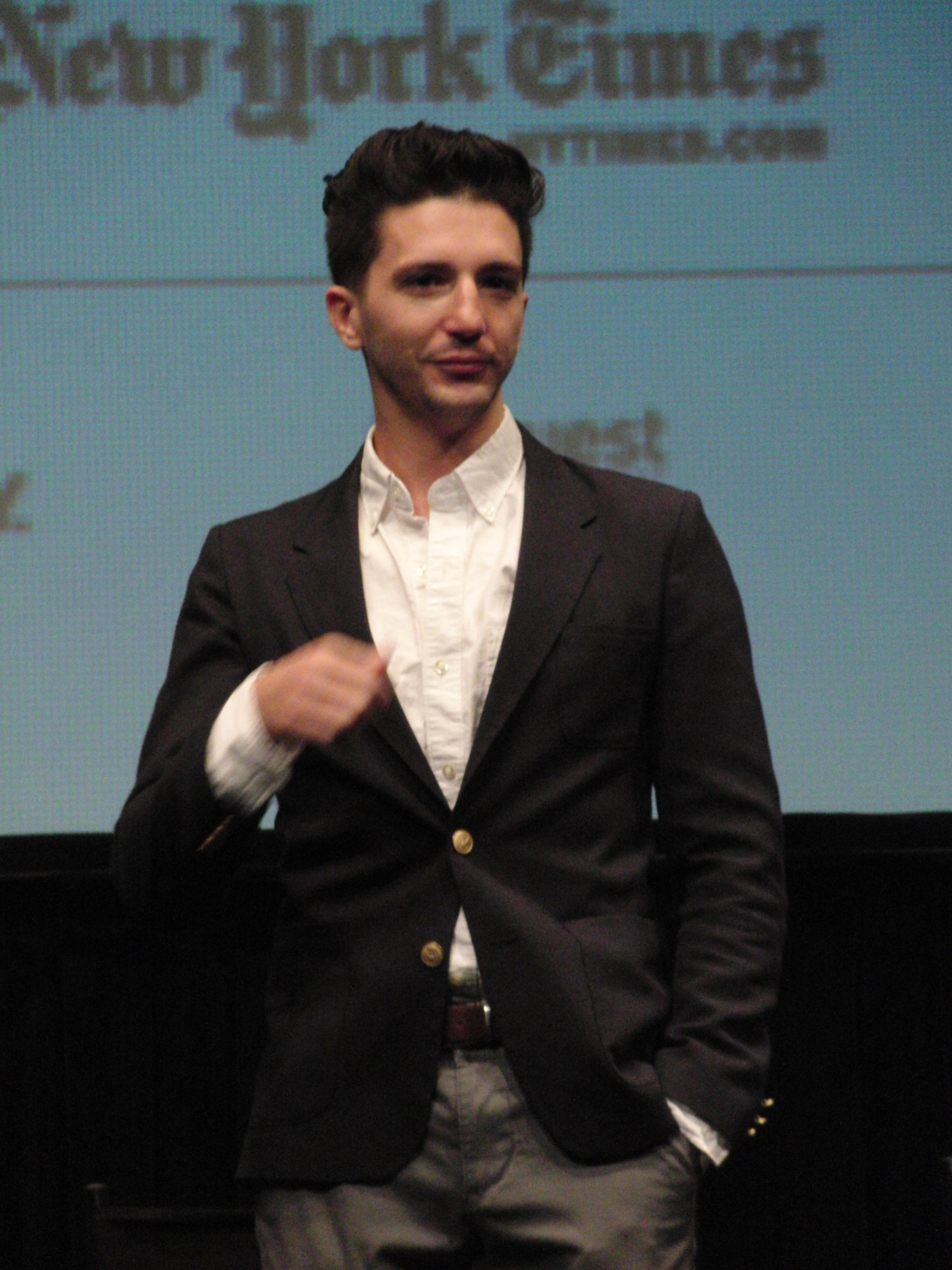
John Magaro interpreta Leonard Peabody / Harold Jenkins
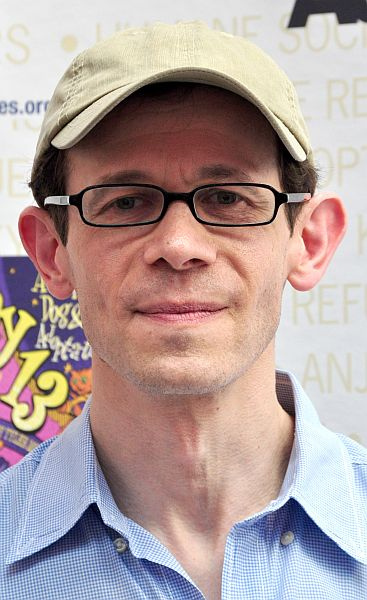
Adam Godley interpreta Pogo
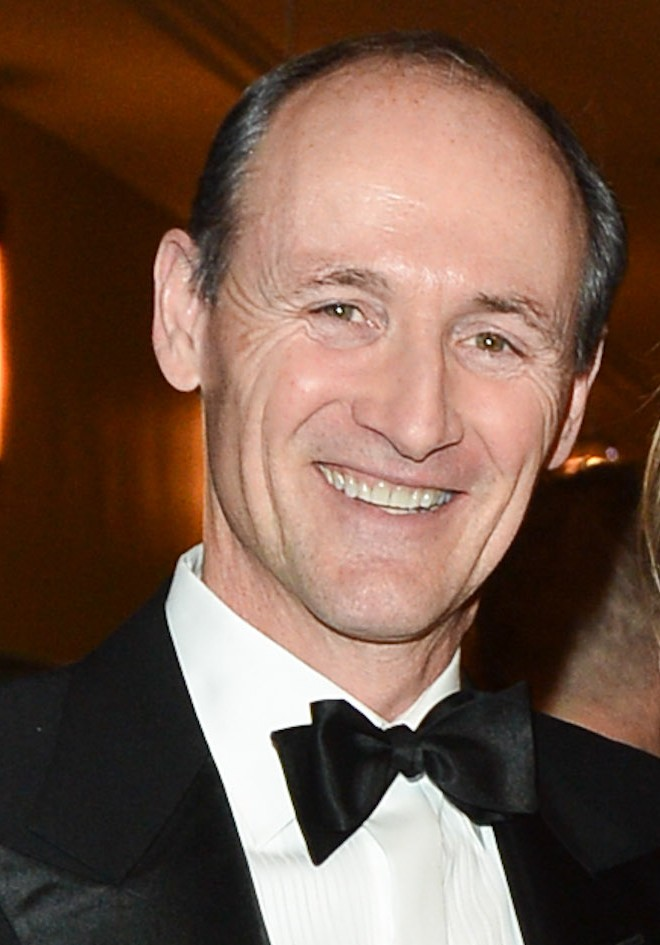
Colm Feore interpreta Reginald Hargreeves
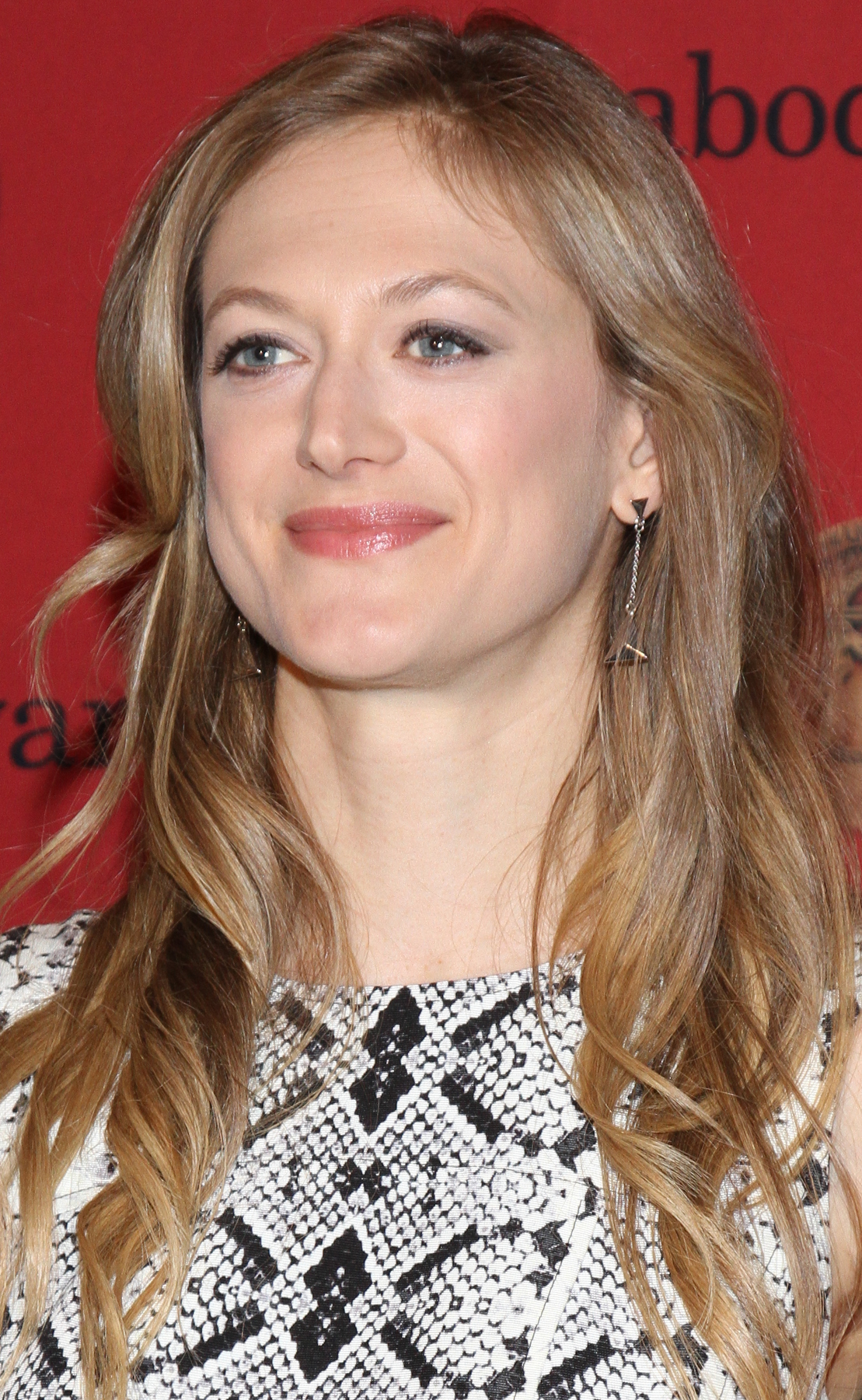
Marin Ireland interpreta Sissy Cooper
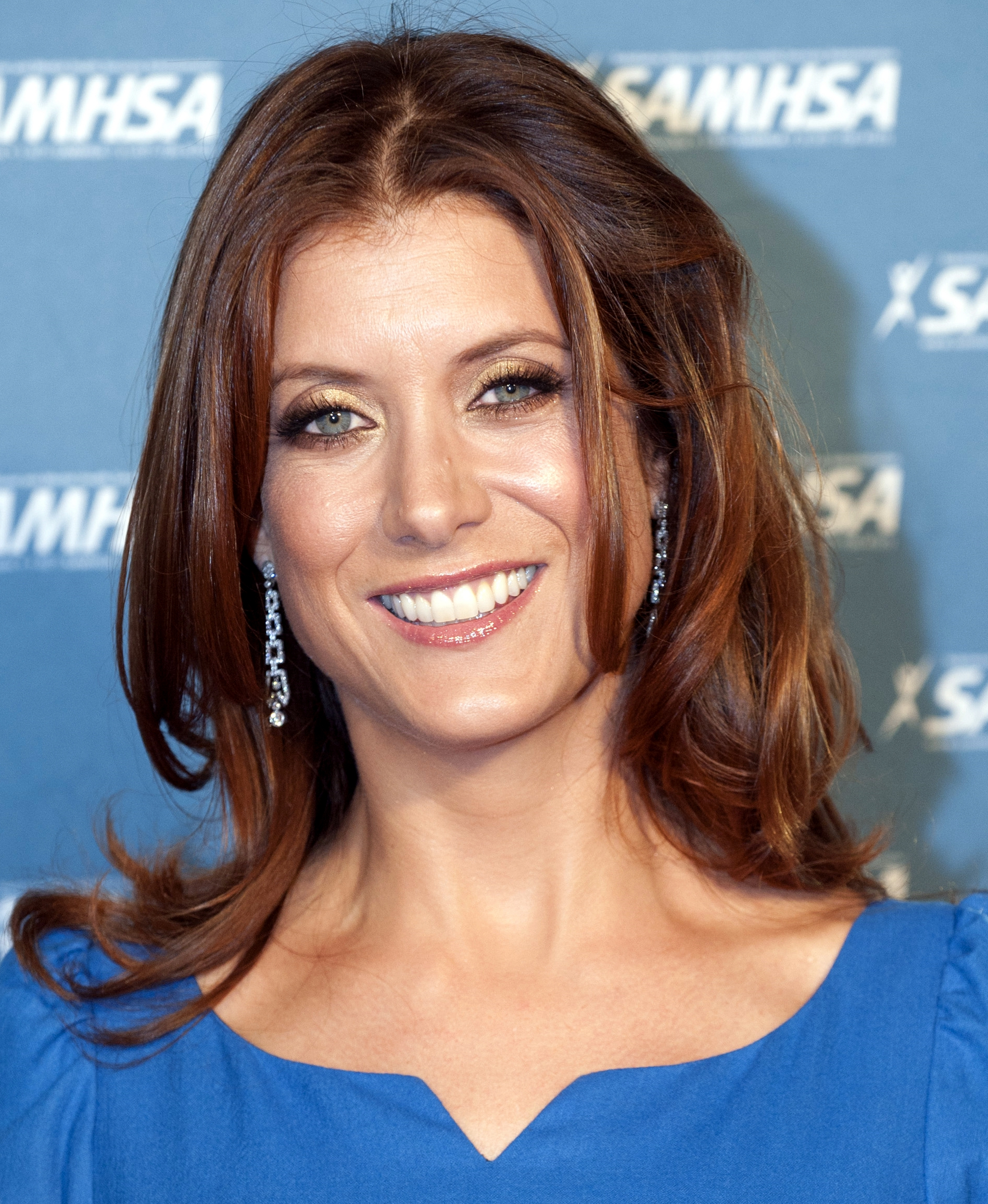
Kate Walsh interpreta The Handler

## Personaggi secondari

### Introdotti nella prima stagione
- Grace Hargreeves, interpretata da Jordan Claire Robbins, doppiata da Francesca Manicone (stagione 1, 3, guest star stag.2): Grace è la madre robotica dei ragazzi dell'Umbrella Academy, costruita da Reginald Hargreeves dopo che Vanya ha ucciso tutte le tate precedenti. I figli le vogliono molto bene pur conoscendo la sua reale natura, sia perché è sempre stata amorevole e premurosa con loro, sia perché gli ha dato dei nomi veri con cui identificarsi, al contrario del padre che li chiamava sempre per numero. È molto legata a Diego, che la disattiva per proteggerla. Viene poi riattivata da Pogo, ma muore quando Vanya fa crollare l'accademia. Nella seconda stagione Diego incontra a Dallas la donna che ha ispirato le fattezze del robot: una donna di nome Grace, scienziata e fidanzata di Reginald. Nella terza stagione, nell'altra linea temporale si rivela domestica della Sparrow Academy e di Reginald, che non la chiamano mamma ma col suo nome, ma morirà dopo l’attacco alle due famiglie (che volevano distruggere il Kugelblitz) uccisa da Cinque che le spezzerà il collo.
- Eudora Patch (stagione 1), interpretata da Ashley Madekwe, doppiata da Perla Liberatori: Eudora Patch è una detective della polizia, amica di Diego, che ne è innamorato. Viene uccisa da Cha-Cha quando irrompe nella loro stanza del motel per salvare Klaus.
- Agnes (stagione 1), interpretata da Sheila McCarthy, doppiata da Antonella Rinaldi: anziana proprietaria del bar, interesse amoroso di Hazel. Viene catturata prima da Cha Cha e poi da Handler, ma Hazel riesce a liberarla. Muore di cancro dopo aver vissuto con lui per vent'anni.
- Dave (stagione 1), interpretato da Cody Ray Thompson: interesse amoroso di Klaus durante la guerra in Vietnam.
- Herb (guest stag.1 e 3, stagione 2), interpretato da Ken Hall, doppiato da Mattia Di Pasquale (s.1) e Raffaele Palmieri (s.2-3): buffo scienziato della commissione che lavora al servizio di The Handler.
- Numero Cinque anziano (ricorrente stagioni 1-in corso), interpretato da Sean Sullivan, doppiato da Michele Gammino (s.1), Gianni Giuliano (s.2) e Bruno Alessandro (s.3): Numero Cinque nelle varie ere temporali.

### Introdotti nella seconda stagione
- Elliott (stagione 2), interpretato da Kevin Rankin, doppiato da Riccardo Scarafoni: uomo che assiste Numero Cinque nella seconda stagione. È un venditore di televisori e radio, che crede in molte teorie complottiste, soprattutto riguardanti gli UFO. Vede ognuno dei fratelli Hargreeves atterrare nel vicolo dopo essere apparsi dal nulla avvolti da un'accecante luce blu; per questo li crederà una famiglia dispersa di alieni. Ospiterà i fratelli stessi a casa sua, stringendo un rapporto di reciproca amicizia soprattutto con Luther e Diego. Successivamente viene torturato e ucciso nel suo appartamento dagli Svedesi, quando questi gli chiedono senza ricevere risposta dove si trovi Diego.
- Raymond Chestnut (stagione 2, guest star stagione 3), interpretato da Yusuf Gatewood e doppiato da Nanni Baldini: marito di Allison, era un professore di letteratura inglese all'università, prima di essere licenziato solo perché nero. Dopo questo fatto, fonda un gruppo per organizzare proteste per i diritti degli afroamericani. Conosce Allison poiché quest'ultima lavora nel salone di bellezza dove si tengono le riunioni del gruppo. I due si innamorano e, dopo poco tempo, si sposano. Un anno dopo, a seguito di una protesta in una tavola calda finita male, vede Allison usare il suo potere, e si chiede se lei non sia in realtà una spia del governo americano. Dopo alcuni fraintendimenti, Allison gli darà una dimostrazione dei suoi poteri, spiegandogli chi è veramente. Viene quasi ucciso dagli Svedesi, ma riesce a combattere e neutralizzarli insieme ad Allison.
- Gli Svedesi (stagione 2), interpretati da Kris Holden-Ried, Jason Bryden e Tom Sinclair: trigemini svedesi, sono assassini per conto della Commissione. Prima vengono assoldati per proteggere Vanya, successivamente vengono contattati anonimamente da Handler (dopo che questa aveva ripreso il controllo della Commissione) che gli dà l'incarico di trovare e uccidere Diego, che a sua detta si trova in un bosco nelle vicinanze. Quando gli Svedesi giungono nel luogo indicato, scoprono essere una trappola: uno dei fratelli perde la vita dopo aver calpestato una mina. Gli altri due, che incolpano Diego per la morte del fratello, vanno a cercarlo a casa di Raymond e Allison. Lei, dopo un breve ma intenso combattimento, dirà tramite ai suoi poteri a uno dei due fratelli di uccidere l'altro. L'unico fratello sopravvissuto si dirige successivamente alla fattoria di Sissy, perché ha scoperto che la vera colpevole per la morte del primo fratello è Handler, la quale ha ordito un piano prima per usarli e poi per sbarazzarsi di loro. Riesce a uccidere Handler e cerca di fare lo stesso con i fratelli Hargreeves, ma li risparmia e decide di smettere di essere un assassino, poiché questo gli ha portato solo sventura e sofferenza.
- Carl Cooper (stagione 2); interpretato da Stephen Bogaert, doppiato da Sergio Lucchetti: marito di Sissy e padre di Harlan, è proprietario del ranch dove la famiglia vive. Uomo violento e volgare, tratta male Sissy e la accusa di essere la causa della malattia di Harlan. È un alcolista, e proprio per questo compromette spesso sé stesso e il suo lavoro. Quando scopre che Sissy e Vanya hanno una relazione, caccia quest'ultima dalla fattoria, accusandola di essere "non umana" solo perché attratta da una donna; crede inoltre che Vanya abbia in qualche modo manipolato Sissy, costingendola a tradirlo e avere una relazione con lei. Quando Vanya viene catturata dall'FBI inizia a sospettare che la ragazza sia in realtà una spia sovietica. Dopo che Harlan ha una crisi epilettica dovuta al collegamento con Vanya, Carl cerca di portarlo in una clinica dove possano curarlo, ma viene fermato da Sissy; poco dopo viene ucciso da un colpo di fucile partito accidentalmente, che rimbalza in un'onda d'urto creata da Harlan e lo colpisce in pieno petto.
- Harlan Cooper da giovane (stagione 2, guest star stag.3), interpretato da Justin Paul Kelly: figlio di Sissy e Carl. Bambino problematico ed introverso, non parla mai ed è succube della relazione tossica dei genitori. Dopo aver sentito Sissy e Vanya progettare la fuga, scappa di casa e annega accidentalmente un lago nelle vicinanze; viene però raggiunto da Vanya che, tramite la respirazione bocca a bocca, riesce a salvarlo e gli trasferisce involontariamente i suoi poteri. Quando Vanya viene interrogata e torturata dall'FBI e usa i suoi poteri per liberarsi, Harlan ha una crisi epilettica e viene quasi "posseduto" dal potere stesso, essendo ormai collegato alla stessa Vanya. Dopo questo evento, il padre Carl prova a portarlo in una clinica specializzata, ma viene fermato da Sissy che lo minaccia con un fucile, che Carl gli strappa dalle mani, facendo partire un colpo verso Harlan, che grazie a un'onda d'urto creata dai suoi poteri rimbalza e va contro Carl, uccidendolo; questo scatenerà in lui una violenta crisi, che lo porterà a creare un'aura energetica sopra la fattoria, che non riuscirà a controllare. Dopo essersi resa conto del potere del bambino, Handler prova a reclutarlo, ma viene fermata da Sissy. I poteri gli verranno poi tolti parzialmente dalla stessa Vanya.
- A.J. Charmichael (stagione 2), interpretato da Courtneay Stevens, doppiato in lingua originale da Robin Atkin Downes e in italiano da Gianluca Machelli; è un pesce rosso con un corpo da umano. È per breve tempo capo della Commissione quando Handler viene declassata: viene prima neutralizzato da Cinque, successivamente viene ucciso dalla stessa Handler, che lo inghiotte vivo.
- Jack Ruby (stagione 2), interpretato da John Kapelos, doppiato da Dario Oppido: proprietario di un nightclub dove lavora Luther come "bestia da spettacolo". Dopo che Luther perde un incontro di pugilato in cui aveva scommesso anche Ruby, viene cacciato dallo stesso.
- Odessa (stagione 2), interpretata da Raven Dauda, doppiata da Paola Majano: donna attivista per i diritti degli afroamericani e proprietaria del salone di bellezza dove si tengono le riunioni segrete del gruppo.
- Miles (stagione 2), interpretato da Dewshane Williams, doppiato da Ivan Andreani: amico di Raymond Chestnut e attivista per i diritti degli afroamericani.

### Introdotti nella terza stagione
- Harlan Cooper da anziano (stagione 3), interpretato da Callum Keith Rennie, doppiato da Luca Dal Fabbro: Harlan da adulto, si fa chiamare con lo pseudonimo Lester Pocket, e ricompare con i poteri nell'hotel dove alloggiano le famiglie. Ucciderà Alphonso e Jayme nella hall dell'Hotel Obsidian per proteggere Viktor/Vanya, che in seguito scoprirà che è stato lui (involontariamente) ad uccidere le madri degli Umbrella scatenando il paradosso. Quando Allison lo scoprirà, poco dopo che Viktor aveva ricevuto i suoi poteri, lo ucciderà consegnando il corpo agli Sparrow e attribuendogli anche la morte di sua figlia Claire.

- Stanley (stagione 3), interpretato da Javon "Wanna" Walton, doppiato da Alberto Vannini: figlioletto inizialmente creduto di Diego e Lila, in realtà figlio di un'amica di quest'ultima, "rapito" da Lila per testare le abilità da padre di Diego.
- Chet Rodo (stagione 3), interpretato da Julian Richings, doppiato da Maurizio Fiorentini: manager e receptionist dell'Hotel Obsidian della terza stagione. È un vecchio amico di Reginald e Klaus. Muore dopo essere stato polverizzato da un'onda emanata dal Kugelblitz.

### Introdotti nella quarta stagione
- Jean Thibedeau (stagione 4), interpretata da Megan Mullally, doppiata da Giò-Giò Rapattoni: malvagia dottoressa, vuole sventare la Umbrella Academy per correggere la linea temporale
- Gene Thibedeau (stagione 4), interpretato da Nick Offerman, doppiato da Marco Mete: marito di Jean.
- Jennifer (stagione 4), interpretata da Victoria Marie Sawal, doppiata da Anna Maria Laviola: misteriosa ragazza che viene cercata dalla Umbrella Academy.
- Sy Grossman (stagione 4), interpretato da David Cross, doppiato da Gianluca Machelli: uomo che afferma di essere il padre di Jennifer e chiede alla Umbrella Academy di salvare sua figlia.